# پتر پالوخ
پتر پالوخ (اسلواکی: Peter Palúch؛ زادهٔ ۱۷ فوریهٔ ۱۹۵۸) بازیکن فوتبال اهل اسلواکی است.
وی عضو تیم ملی فوتبال چکسلواکی در جام جهانی فوتبال ۱۹۹۰ بوده‌است.